# Jungfru Marie heliga namn
Jungfru Marie heliga namn är en liturgisk festdag som firas den 12 september i Romersk-katolska kyrkan. Den blev en allmän högtid då Innocentius XI bestämde att den skulle hedra segern i slaget vid Wien 1683. Högtiden firar Maria, Jesu mors namn och är ett exempel på den romersk-katolska mariologin.